# Кабаса
Кабаса е музикален перкусионен инструмент от групата на металните идиофони. Представлява няколко реда вериги от съединени едно с друго метални топчета, навити около дървен цилиндър, който е обвит с метално фолио и в основата си има дръжка. Издава съскащ металически звук, близък до този на маракасите и на свиренето на комплект барабани с четки.
Има южноамерикански произход. Използва се в джаза с латино елементи и по-специално в стила bossa nova.
Друга разновидност на кабасата е ахоко, инструмент от африкански произход.